# Frígies
Les Frígies (en francès, Phryges) són les mascotes oficials dels Jocs Olímpics i Paralímpics del 2024 a París, França.
Es tracta de barrets frigis, símbols de la Revolució i de la República Francesa, representats d'una manera antropomòrfica. N'hi ha dues, la Frígia Olímpica que representa els Jocs Olímpics i la Frígia Paralímpica, equipada amb una pròtesi, que representa els Jocs Paralímpics.

## Descripció
Els dos personatges, de forma triangular, són barrets frigis representats de manera antropomòrfica: les orelles del barret es converteixen en braços, la punta del barret es doblega cap endavant per formar el front, mentre que s'hi han afegit membres inferiors, ulls i boca.
Els tres colors de la bandera francesa són omnipresents en el disseny del personatge. Així, cada mascota és vermella per fora i blava per dins, i té el logotip dels Jocs sobre un fons blanc al pit. Les potes de la Frígia olímpica són blaves i les de la Frígia Paralímpica són blanques. Els ulls també estan formats pels colors blau, blanc i vermell (l'iris, el blanc dels ulls i el contorn, respectivament). La Frígia Olímpica porta calçat esportiu blanc amb cordons i soles tricolors, mentre que la Frígia Paralímpica porta calçat esportiu vermell al peu esquerre i l'altra extremitat està substituïda per una làmina de carreres negra.
La Frígia olímpica, d'ulls entremaliats i somrient amb totes les dents, és més petita i corpulenta que la Frígia paralímpica. Tots dos són neutres de gènere.
Estan disponibles en tots els esports olímpics i paralímpics; amb determinades variacions, sobretot el tennis en cadira de rodes o el tir amb arc, la Frígia paralímpica està representada en una cadira de rodes.

## Creació

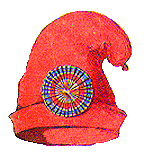
Il·lustració d'una gorra frigia que porta la cocarda.

Les Frígies van ser dissenyades per l'agència creativa W, en particular Gilles Deleris, cofundador de l'agència, i els equips de disseny de París 2024, el director artístic dels quals és Joachim Roncin, conegut per haver inventat l'eslògan Je sui Charlie. Es van presentar el 14 de novembre de 2022, però el procés creatiu havia començat dos anys abans. D'entrada, els símbols clàssics de França com el gall gal, la baguet i el croissant, van ser rebutjats. Un cop trobada la idea de la gorra frígia, es va pensar en tots els detalls. El disseny digital 3D es justifica ressaltant la textura i la forma del barret, el calçat esportiu està dissenyat per no recordar cap marca en concret, la longitud de les cames és suficient perquè els braços no toquin el terra. L'elecció de gènere neutre a les mascotes és una novetat que no es va acceptar fàcilment, ja que els productes derivats es venen millor quan són de gènere marcat.
Segons el comitè organitzador, les Frígies «representen un gran símbol de llibertat, inclusió i la capacitat del món per donar suport a grans causes».
La Casa de la Moneda de París ha encunyat dues sèries de monedes d'euro de col·leccionista amb la imatge de Frígies, la primera el maig de 2023, la segona l'octubre de 2023.

## Recepció
Segons una enquesta realitzada per Toluna - Harris Interactive els dies 14 i 15 de novembre del 2022, és a dir, el dia i l'endemà de la seva presentació, les mascotes agraden al 75% dels adults i al 83% dels infants de 6 a 17 anys que van ser preguntats.

### Clítoris

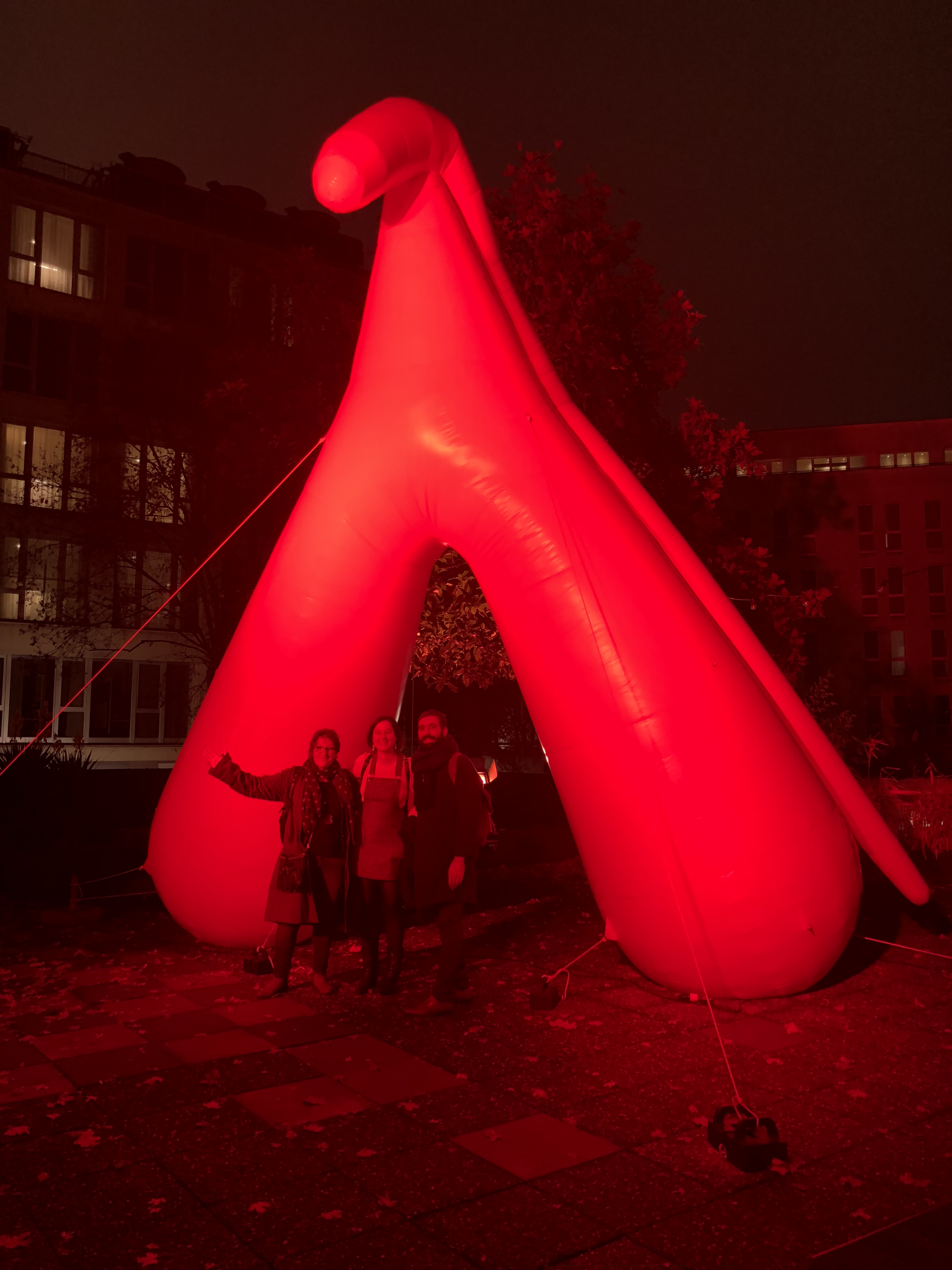
Escultura de clítoris inflable monumental al festival feminista Les Créatives del.

Molts internautes es van mostrar entusiasmats, burletes o fins i tot indignats, davant la idea que les mascotes s'assemblen al clítoris: la punta del casquet recorda el gland del clítoris i les orelles, els cossos cavernosos. Aquesta semblança no s'havia escapat als seus creadors, però no ho van veure com un problema i van decidir no esmentar-ho oficialment. Aquest símbol, qualificat de femení i revolucionari, s'oposa a la Torre Eiffel, símbol de França i París, considerada fàl·lica. Les Frígies es comparen amb el clítoris inflable vermell de 5 metres d'alçada elaborat pel "Clítoris Gang", un col·lectiu feminista que ha dut a terme diverses campanyes street art, instal·lat a l'esplanada del Trocadéro, davant la Torre Eiffel, amb motiu del Dia Internacional de la Dona el 8 de març de 2021.

### Despolitització

La llibertat guiant el poble d'Eugène Delacroix amb una al·legoria de la Llibertat amb el barret frigi.

Per a la historiadora Mathilde Larrère, aquestes mascotes signifiquen la pèrdua de la càrrega política de la gorra frigia. En efecte, el símbol revolucionari de l'emancipació i la protesta ciutadana, conflictiu al segle xix, es va esvair gradualment al segle xx amb la popularització dels busts de Marianne als ajuntaments, per convertir-se en aquests peluixos inofensius, asèptics i despolititzats a principis del segle xxi. Tanmateix, el fet que siguin vistes com a abanderades feministes per la seva forma de clítoris, retorna al barret frigi la seva càrrega sediciosa, el que és ben vist tant pels creadors com historiadors.
Segons l'assagista David Brunat, el simbolisme revolucionari i republicà d'aquestes mascotes evoca implícitament el lema Llibertat, Igualtat, Fraternitat i promou l'esport per a tothom, més que el concepte elitista transmès per Citius, altius, fortius ("Més ràpid, més alt, més fort"), lema olímpic fins al 2021. D'altra banda, assenyala que la gorra frígia, més enllà de la Revolució, també fa referència a l'antiguitat romana i als antics Jocs Olímpics, perquè la portaven els esclaus que havien estat alliberats. Felicita els dissenyadors pel seu esforç per «buscar l'ideal" enlloc de la «pura infantilitat decorativa».
D'altra banda, segons els sociòlegs Vincent Geisser i Niandou Touré, aquest símbol promotor del model francès fa referència implícita al contramodel de la Copa del Món de Futbol 2022 organitzada a Qatar, que va provocar polèmica sobre els drets humans en aquest país, i en particular les condicions laborals properes a l'esclavitud contemporània en què els treballadors estrangers eren emprats a les infraestructures de l'esdeveniment. La Inspecció de Treball, però, va constatar a les obres de París 2024 l'ús de treballs ocults per part de desenes d'estrangers en situació irregular, en condicions especialment difícils. Així mateix, molts actors socials consideren que l'ús de 45.000 voluntaris amaga feina oculta.

### Producció

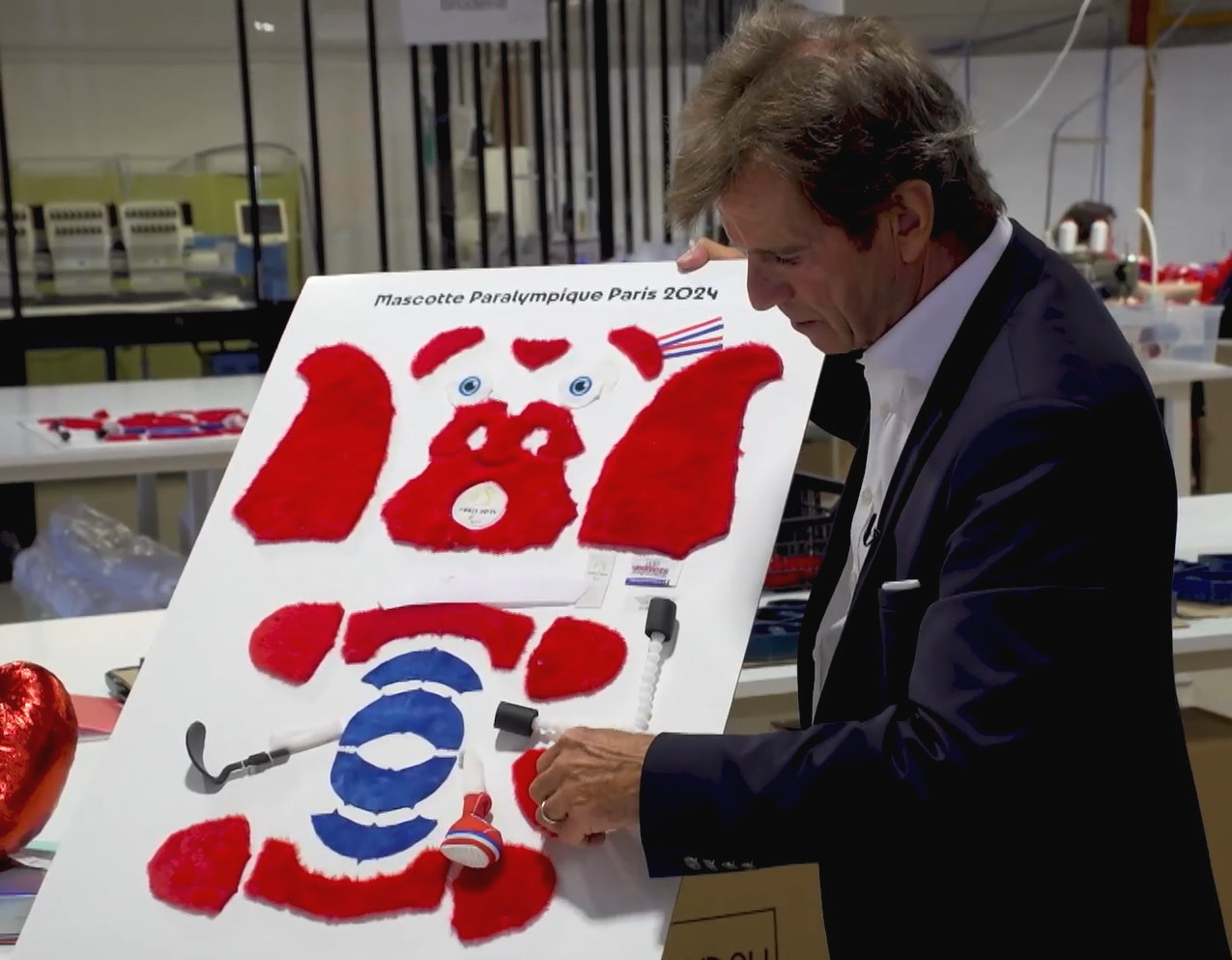
Alain Joly, president de Doudou et Compagnie, amb els detalls de fabricació d'un peluix Frígia.

El problema de l'origen de la fabricació de peluixos ha estat objecte de nombrosos comentaris perquè només el 20 % dels 2 millions de joguines de peluix previstos es fabricaran a França (per Doudou et Compagnie a La Guerche-de-Bretagne i Gipsy a Ifs,) la producció del 80 % restant es trasllada a la Xina. El ministre de Transició Ecològica, Christophe Béchu, va explicar el 15 de novembre del 2022 que hi hauria «un problema", si calgués fer una «relocalització d'urgència de la producció a França». Segons el president del grup Doudou et Compagnie, Alain Joly, era impossible una producció totalment francesa perquè «el mercat de peluix s'ha externalitzat significativament i els preus es basen en els costos de producció a l'Àsia». La versió fabricada a França, que es diu que té millor qualitat, es ven a 49,90 €, enfront dels 34,90 € pel produït a la Xina.

### Similitud del logotip
Alguns van veure en les Frígies una semblança amb el primer logotip de l'antic partit polític Reagrupament per la República.